# 기노모토역
기노모토역(일본어: 木ノ本駅, きのもとえき)은 일본 시가현 나가하마시 기노모토초키노모토에 있는 서일본 여객철도 호쿠리쿠 본선의 철도역이다.
옛날 정의 이름이나 다른 공공 시설에서는 기노모토를 木之本로 표기하기 때문에 기노모토 역 역시 木之本駅로 표기하는 경우가 많으며, 어떤 곳에서는 히라가나로 표기하기도 한다.
예전에는 호쿠리쿠 본선의 기노모토 - 쓰루가 구간이 야나가세 고개(일본어: 柳ヶ瀬越え 야나가세고에[*])를 급구배로 넘는 경로였으나, 1957년 현재의 경로인 신선이 완성되었다. 기노모토 역은 이 구선과 신선과의 접속점이었다가, 1964년 구선이 폐지되면서 현재의 형태를 갖추게 되었다.

## 역 구조
2면 3선의 복합식 승강장을 가지고 있는 지상역이다. 본선 중간에 대피선이 들어간 구조이며, 역사는 교상화되어 있고, 미도리노마도구치가 설치되어 있다. 개찰구는 유인 개찰구이며, ICOCA 등의 카드 리더기도 있다.
호쿠리쿠 본선의 직류 전철화 공사 시에 구 역사보다 북측으로 승강장을 늘리는 형태로 역이 이전되었으며, 구 역사 부분의 승강장은 현재 폐쇄되어 있다.

### 승강장
| 1 | ■ 호쿠리쿠 본선 (상행) | 마이바라 · 교토 · 오사카 방면 |
| 2 | ■ 호쿠리쿠 본선 (상행) | 마이바라 · 교토 · 오사카 방면 |
| 2 | ■ 호쿠리쿠 본선 (하행) | 오미시오쓰 · 쓰루가 방면      |
| 3 | ■ 호쿠리쿠 본선 (하행) | 오미시오쓰 · 쓰루가 방면      |

## 역 주변
- 나가하마 시청 기노모토 지소
- 기노모토 경찰서
- 나가하마 시립 고호쿠 병원
- 나가하마 보건소 기노모토 지소
- 시가 현립 이카 고등학교
- 나가하마 시립 기노모토 중학교
- 나가하마 시립 기노모토 초등학교
- 호쿠리쿠 자동차도 기노모토 나들목

## 승차량 변동
| 회사      | 승차 인원 | 승차 인원 | 승차 인원 | 승차 인원 | 승차 인원 | 승차 인원 | 승차 인원 | 승차 인원 | 주 석 |
| 회사      | 1993년    | 1994년    | 1995년    | 1996년    | 1997년    | 1998년    | 1999년    | 2000년    | 주 석 |
| --------- | --------- | --------- | --------- | --------- | --------- | --------- | --------- | --------- | ----- |
| JR 서일본 | 1114      | 1088      | 1118      | 1096      | 970       | 982       | 985       | 1012      | [ 1 ] |
| 회사      | 2001년    | 2002년    | 2003년    | 2004년    | 2005년    | 2006년    | 2007년    | 2008년    |       |
| JR 서일본 | 933       | 861       | 822       | 813       | 850       | 801       | 774       | 734       | [ 1 ] |

## 사진

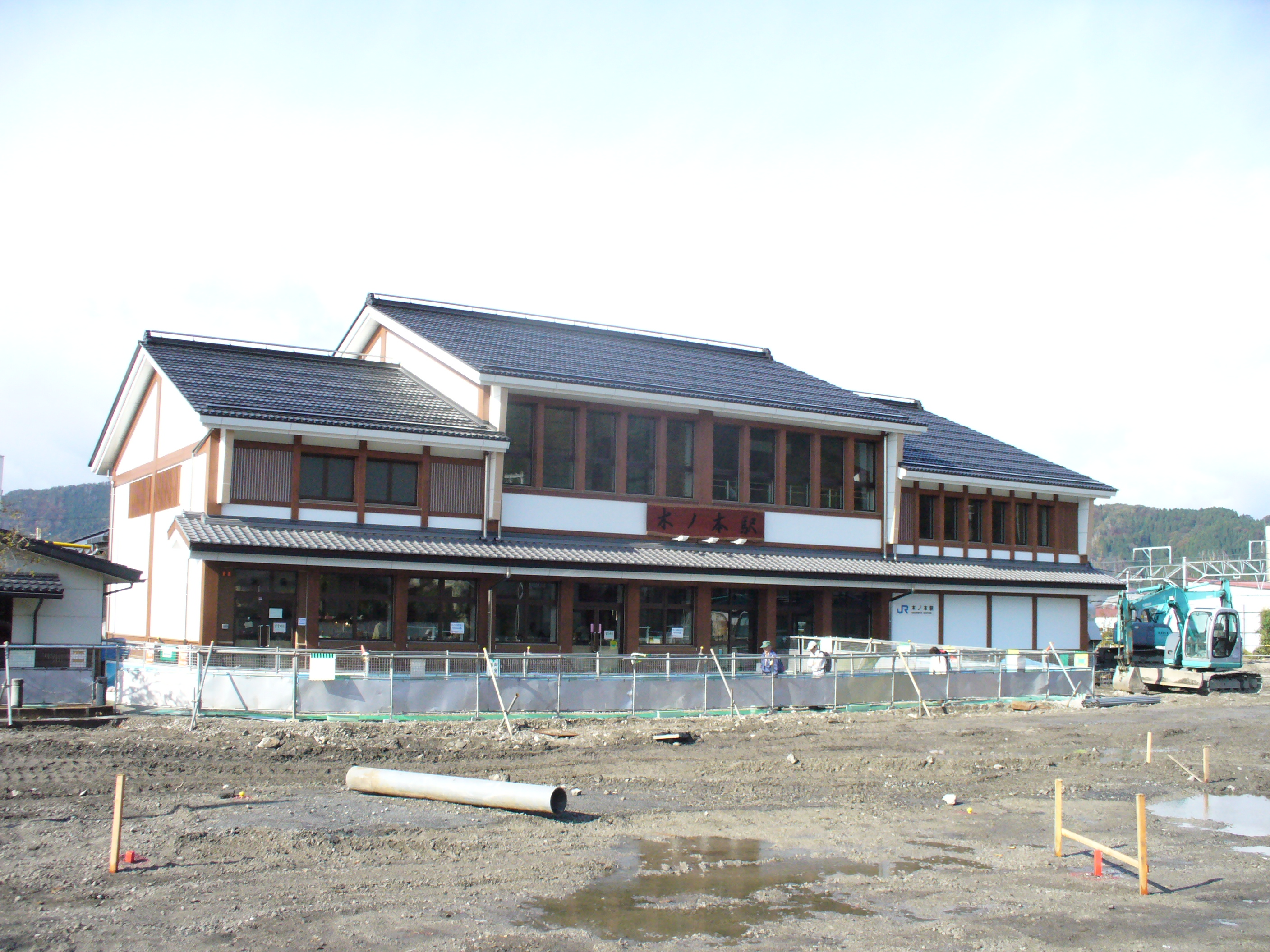
현 역사가 공사 중일 때 모습
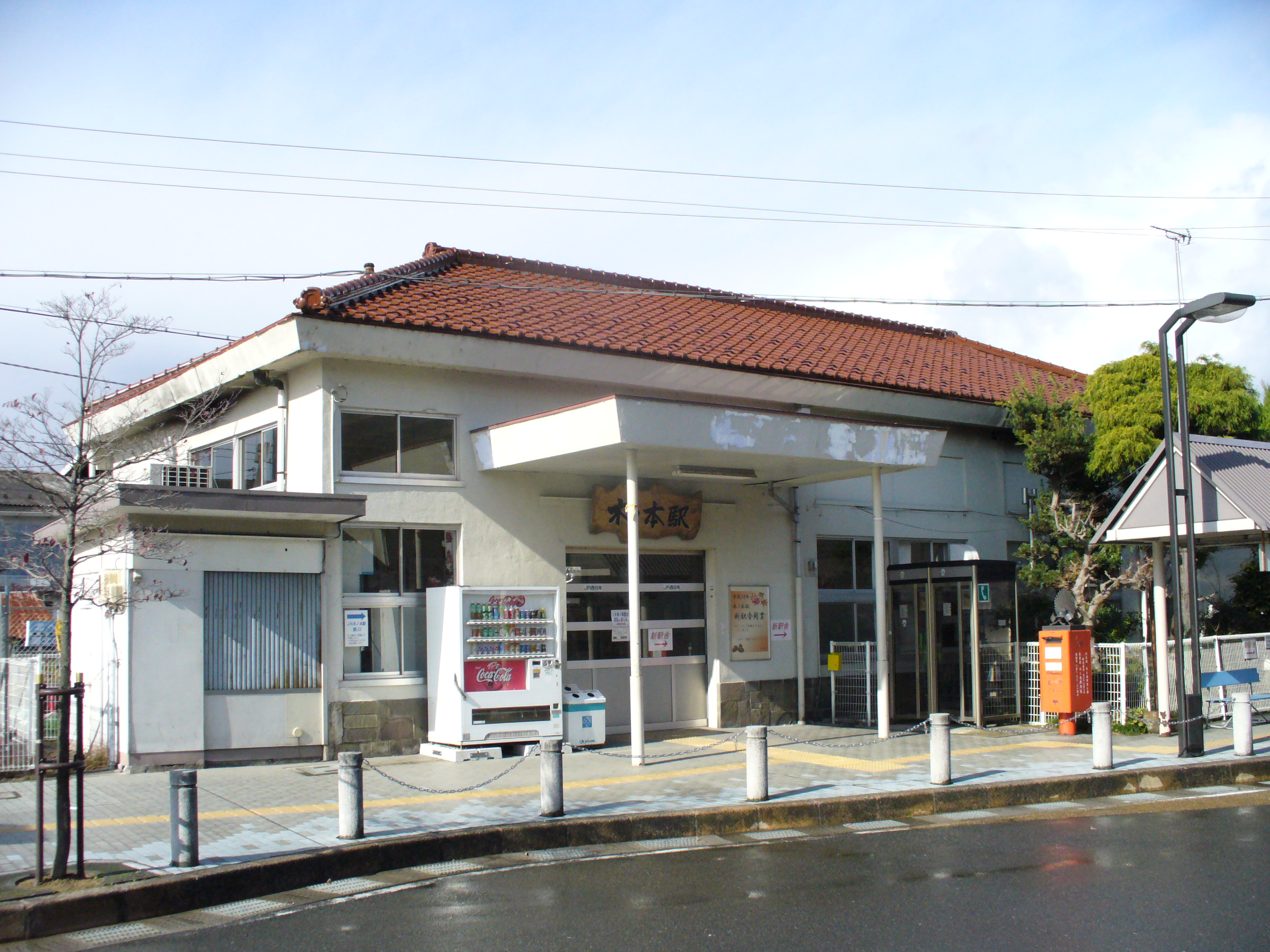
구 역사

## 역사
- 1882년 3월 10일 - 관설철도 나가하마 - 기노모토 - 야나가세 간의 개통과 동시에 일반역으로 개업.
- 1895년 4월 1일 - 선로 명칭 제정으로 도카이도 선에 소속.
- 1902년 11월 1일 - 선로 명칭 개정으로 호쿠리쿠 선 소속으로 변경.
- 1909년 10월 12일 - 선로 명칭 개정으로 호쿠리쿠 본선의 소속역이 됨.
- 1957년 10월 1일 - 기노모토 - 쓰루가 간의 경로를 오미시오쓰역 경유의 신선으로 변경하고, 야나가세 역을 경유하는 구선 구간을 야나가세 선으로 분리.
- 1964년 5월 11일 - 야나가세 선 폐지.
- 1975년 3월 10일 - 화물 영업 중지.
- 1985년 3월 14일 - 수하물 취급 중지.
- 1987년 4월 1일 - 일본국유철도 분할 민영화로 서일본 여객철도 및 일본화물철도에 이관.
- 2006년 10월 21일 - 호쿠리쿠 본선 나가하마 - 쓰루가 직류 전철화. 동시에 역사를 북측의 교상 역사로 이전. ICOCA 사용 개시.

## 인접한 역
| 서일본 여객철도 호쿠리쿠 본선 | 서일본 여객철도 호쿠리쿠 본선 | 서일본 여객철도 호쿠리쿠 본선 |
| ----------------------------- | ----------------------------- | ----------------------------- |
| 다카쓰키 교토 · 마이바라 방면 | ■ 호쿠리쿠 본선 신쾌속 · 보통 | 요고 쓰루가 방면              |